# Microgenia
Microgenia é um gênero de gastrópodes pertencente a família Raphitomidae.

## Espécies
- Microgenia edwini (Brazier in Henn, 1894)[2]